# Сапрасиа
Сапрасиа (груз. საპრასია) — село в Грузии, на территории Ванского муниципалитета края (мхаре) Имеретия.

## География
Село находится в западной части Грузии, в долине реки Квинисцкали, на расстоянии приблизительно 9 километров (по прямой) к юго-востоку от города Вани, административного центра муниципалитета. Абсолютная высота — 298 метров над уровнем моря.

## Население
По результатам официальной переписи населения 2014 года, в Сапрасии проживало 405 человек (203 мужчины и 202 женщины). В национальной структуре населения грузины составляли 100 %.
| Год  | Население, человек |
| ---- | ------------------ |
| 2002 | 516                |
| 2014 | ↘ 405              |